# Tanta (distrito)
O Distrito peruano de Tanta é um dos trinta e tês distritos da Província de Yauyos, situada no  Departamento de Lima, pertencente a Região de Lima, Peru. 

## Transporte
O distrito de Tanta é servido pela seguinte rodovia:
- LM-124, que liga o distrito à cidade de Asia
- LM-120, que liga o distrito  de San Lorenzo de Quinti à cidade de Miraflores [1][2][3]